# CC-143
La CC-143 es una carretera perteneciente a la Red Secundaria de la Diputación Provincial de Cáceres que une la carretera  EX-204  con la carretera  CC-145 , en la provincia de Caceres
Pasa por las localidades de Las Mestas, Cabezo, Ladrillar y Riomalo de Arriba donde finaliza.
Su denominación oficial es "Carretera de EX-204 a Riomalo de Arriba por Las Mestas, Cabezo y Ladrillar".

## Historia de la carretera
Esta carretera está formada por las antiguas carreteras CC-166 y CC-158 que fueron renombradas en el cambio del catálogo de Carreteras de la Diputación Provincial de Cáceres en el año 2022.